# Свободная территория Китайской Республики
«Свободная территория Китайской Республики» (кит. трад. 中華民國自由地區, упр. 中华民国自由地区, пиньинь Zhōnghuá mín guó zìyóu dìqū, палл. Чжунхуа минь го цзыю дицюй) — термин, используемый Китайской Республикой для обозначения территорий, находящихся под её контролем. В настоящий момент это острова Тайвань, Пэнху, Цзиньмэнь, Острова Мацзу и несколько более мелких островов. Также территория иногда именуется по названию самого крупного острова — «Тайваньская территория Китайской Республики» или «Тайваньский регион».
Термин прежде всего используется сторонниками «Большой синей коалиции» (кит. 泛藍聯盟, основной представитель — партия Гоминьдан), которые противопоставляют «свободную территорию» «континентальному Китаю» (кит. 中国大陆), ожидающему «освобождения» под началом Китайской Республики от коммунистов. Сторонники же «Большой зелёной коалиции» (кит. 泛綠聯盟, лидер — правящая Демократическая прогрессивная партия) используют термины «Китай» (для КНР) и «Тайвань» (для КР), имея в виду, что это разные государства.

## Предыстория
Термин «свободная территория» или «Свободный Китай» использовался во время Второй китайско-японской войны (1937–1945) для описания территорий, находившихся под контролем националистического правительства Гоминьдана в Чунцине, в отличие от частей Китая, находящихся под японской оккупацией, включая Нанкин, столицу Китайской Республики до японского вторжения в 1937 году.
Японская оккупация закончилась с капитуляцией империи в 1945 году, но термин «Свободный Китай» вскоре приобрёл новое значение в контексте ранней Холодной войны. После победы Коммунистической партии в гражданской войне в Китае в 1949 году недавно созданная Китайская Народная Республика укрепила свой контроль над материковым Китаем, в то время как правительство Гоминьдана отступило на Тайвань и выбрало Тайбэй в качестве временной столицы Китайской Республики. Материковый Китай официально считался находящимся в состоянии «коммунистического мятежа», также известного как «коммунистический Китай» или «красный Китай», и, кроме того, все территории, всё ещё находящиеся под националистическим управлением, как утверждалось, составляли «Свободную зону» Китая, также известную как «националистический Китай» или «свободный Китай». Этот период мобилизации был официально прекращён правительством 1 мая 1991 года с реализацией Дополнительных статей к Конституции.
До сражения за архипелаг Дачен в 1955 году Свободная зона также охватывала группу островов у побережья Чжэцзяна, до того времени входивших в состав провинции Чжэцзян Китайской Республики. С тех пор островами управляла исключительно Китайская Народная Республика.